# エイラート (駆逐艦)
エイラート（INS Eilat, אילת, K-40）は、イスラエル海軍の駆逐艦である。イギリス海軍を退役したZ級駆逐艦「ゼラス」を再就役させたものである。艦名は、紅海の北・アカバ湾に臨むイスラエル最南端の港湾都市エイラートに由来しており、イスラエル海軍としては2代目（先代はアメリカ沿岸警備隊の「ノースランド」を再就役させた艦）となる。

## 艦歴
1955年7月15日、イスラエル海軍は、カーディフのドックにおいて、イギリス海軍を退役したZ級駆逐艦2隻の引き渡しを受け、「ゼラス」を「エイラート」、「ゾディアック」を「ヤーフォ」として再就役させた。1956年にイスラエルに回航される前に、「エイラート」はハーランド・アンド・ウルフ社、「ヤッファ」はクライトン社で改修を受けた。
1956年10月31日、第二次中東戦争でエイラートはエジプトの駆逐艦「イブラヒム・エル＝アワル」との戦闘に参加し、これを退けた。「イブラヒム・エル＝アワル」はイスラエル空軍第113飛行隊のウーラガン戦闘機の攻撃によって航行不能に陥り、降伏した。鹵獲された「イブラヒム・エル＝アワル」はイスラエル海軍の駆逐艦「ハイファ」（Haifa, K-38）となった。
エイラートは消耗戦争中の1967年10月21日に、エジプト海軍のミサイル艇の攻撃により撃沈された（エイラート事件）。

## エイラート事件
1967年7月の11日から12日にかけての夜間、エイラートは2隻のイスラエルの魚雷艇と共に哨戒中、Rumani沿岸で2隻のエジプトの魚雷艇に遭遇した。彼らはすぐに交戦に入り、エジプトの魚雷艇を2隻とも撃沈した。エジプト軍はポートサイドの海軍司令部から駆逐艦の動きに関して定期的に報告を受けた。
エイラートはエジプト海軍の弱さを示す為に挑発的な領海侵犯を繰り返しており、エジプト海軍は司令部からの出撃命令に備えて警戒態勢に入った。
1967年10月21日、「エイラート」（艦長ショシャン中佐）はシナイ半島のポートサイド沖13.5海里の公海上を哨戒中であった。エジプト海軍はコマール型ミサイル艇を同地に配備していたが、その有効性について、海軍当局は疑問符をつけていた。しかし海軍の電子戦部門ではP-15（SS-N-2）艦対艦ミサイルの脅威を認識しており、実際、ショシャン中佐は、エイラート艦長に転任する前は海軍電子戦課長としてその対策の検討にあたっていた。その検討結果を踏まえて、イスラエル海軍ではレーダー警報受信機とチャフ発射機の開発を行っており、「エイラート」にも搭載されたばかりであったが、P-15のレーダー発振パターンについての情報がなかったため、オペレータはどのような信号を警戒すればよいか知らされておらず、またショシャン中佐自身が開発に携わっていたチャフ発射機も、まだ搭載されただけで運用可能な状態にはなっていなかった。このように、エジプト軍のミサイルについてまだ有効な対抗策がないことは艦長も承知しており、できるだけ距離を取るつもりでいた。情報部は、エジプト軍がミサイルの発射準備を進めているとの情報を得ていたが、これは艦長には通知されなかった。艦対艦ミサイルの発射は港内から行われたため、イスラエル側は、発射後しばらくの間、これを探知できなかった。
17時30分ごろ、右舷より接近するロケットが視認された。艦長は直ちに回避行動を命じるとともに警報を発令した。高角機銃による要撃が試みられたが、これは失敗し、ミサイルは右舷の喫水線のわずか上に命中、弾頭はボイラー室で爆発し、機械室も破壊された。2分後、今度は左舷側からミサイルが飛来、機銃が応射したものの、やはり命中した。
これらの攻撃によって全ての電源が喪失、また応急要員の中核となるはずだった機関室の先任士官および下士官が全員戦死したことから、ダメージコントロールにも支障をきたす事態となった。それにもかかわらず、当初、防水作業は一定の成功を収めており、迅速な救援があれば艦は生還できる見込みがあった。しかし攻撃によって艦の無線機は破壊されており、修理が難航したことから、救援要請は遅れていた。
19時45分、防水隔壁の損壊開始が報告されたことから、艦長は総員退艦を命令した。しかし乗員が退艦し、艦長が最後の見回りを行っている最中にさらに2発のミサイルが飛来、1発目で艦は撃沈され、2発目が海中で爆発したことで、脱出した乗員の多くが戦死した。救援部隊の到着は艦の沈没の約1時間後であった。最終的に、乗員約200名のうち45名が戦死、艦長を含む100名以上が負傷した。

### 沈没の余波
駆逐艦がミサイル艇の発射した対艦ミサイルに撃沈されたのは初めてのことだった。かつての魚雷艇のように、小さな高速戦闘艇でも、未だに大きな目標を撃破しうる力を有していることが実証された。また、当時やっと対艦ミサイルに注目しはじめたばかりだった西側諸国にも衝撃を与え、これに対抗して対艦ミサイル防御（ASMD）に本腰を入れることとなった。例えばアメリカ海軍では、まず弥縫策としてAN/ULQ-6電波妨害装置の配備を拡大、試験が始まったばかりだったシースパローBPDMSの装備化を急ぐとともに、より本格的にASMDを志向したAN/SLQ-32電子戦装置やファランクスCIWSの開発にも着手した。
第三次中東戦争の敗北の数ヶ月後に撃沈した事により、群衆がポートサイドへ集まり、2隻のミサイル艇の帰還を歓喜によって迎えた。イスラエルでは参謀総長のイツハク・ラビンが怒りに燃える群衆に取り囲まれ新聞の社説は復讐を求めた。67時間後、イスラエルは重迫撃砲でスエズ港を砲撃した。3基の製油所のうち2基が破壊され、最も小さい1つだけが残された。この製油所群ではエジプトの調理・暖房用ガスの全部と石油の80%を生産していた。